# Aurelio Angelini
Pour les articles homonymes, voir Angelini.
Aurelio Angelini (Catanzaro, 25 septembre 1953) est un sociologue et politologue italien. Son principal domaine d'étude et de recherche est la sociologie de l'environnement.

## Biographie
Dans les années 1960, Aurelio Angelini milite auprès de Turi Toscano et Mario Capanna dans le mouvement étudiant. Il écrit pour différentes revues culturelles et politiques. Dans les années 1980, il milite au PdUP (un parti d'extrême gauche italien de l'époque) pour lequel il était secrétaire à Palerme. Il fait aussi partie des mouvements pacifistes qui se battent contre la base militaire nucléaire de Comiso.
En 1989 il fait partie des fondateurs de la Fédération des Verts dont il est un des coordinateurs italiens dans les années 1990. En Sicile, il se bat contre la dégradation environnementale, se constituant partie civile dans les procès contre des politiques, administrateurs et membres de Cosa nostra responsables de la réalisation des "Ecomostri de Pizzo Sella" (colline qui surplombe une partie de Palerme). Ses batailles lui permettent de contribuer à la construction de parcs et réserves naturelles en Sicile. Il soutient activement la bataille de Libero Grassi contre le racket. Il conduit des campagnes politiques contre les malversations de l'administration publique et l'assemblée Régionale Sicilienne.
Il est professeur en sociologie de l'environnement et d'écologie à l'université de Palerme, et il enseigne l'environnement et le développement durable à la Libera Università di Lingue e Communicazione IULM de l'université de Milan. Il est président du comité scientifique de la Décennie pour l'éducation au développement durable de l'UNESCO, participant au comité technico-scientifique de l'Année internationale de la Planète Terre proclamée par l'ONU et directeur de la Fondation du Patrimoine de l'UNESCO en Sicile.

## Quelques publications (en italien)
- In ricordo di Carnevale. Mafia e lotta di classe nella Sicilia degli anni cinquanta, Roma, 1985
- Eclisse della società civile, Siracusa, 1986
- Uno sguardo dal bunker. Cronache del maxiprocesso di Palermo, (avec Alfredo Galasso, Francesco Petruzzella, Antonio Roccuzzo), Siracusa, 1989
- Ecologia in Fabbrica, (avec Alessandra Dino et Pina Lalli), Palermo, 1997
- Risorsa Ambiente. I parchi e le riserve in Sicilia, Palermo, 1999
- L’habitat naturale  e storico della Sicilia, Palermo, 2003
- Metropoli, Sostenibilità e Governo dell’ambiente, Milano, 2004.
- La Società dell’Ambiente, Roma, 2004
- Ambiente e Diritti Umani, dans "Les droits de l'Homme aujourd'hui", Milano 2005
- Le scarpe di sumba. Storie di rifugiati, Palermo, 2006
- Mediterraneo. Culture, Ambiente, Governance, Migranti, Milano, 2007
- Mediterraneo 2010, (a cura di), Roma, 2007
- Manuale di Ecologia, sostenibilità, educazione ambientale, Milano 2007